# Maksym Žyčykov
Maksym Serhijovyč Žyčykov (in ucraino Максим Сергійович Жичиков?; Krasnopavlivka, 7 novembre 1992) è un calciatore ucraino, difensore svincolato.

## Carriera

### Club
Cresciuto nel settore giovanile dell'UFK Kharkiv, nel 2009 è stato acquistato dallo Šachtar, squadra con la quale però non è riuscito ad esordire in prima squadra. Nel corso degli anni successivi ha giocato in prestito con Zorja, Sumy, Illičivec' (in due periodi) e Oleksandrija.
Ha esordito in Prem"jer-liha il 27 febbraio 2015, disputando con la maglia dell'Illičivec' l'incontro pareggiato 0-0 contro il Čornomorec'.

### Nazionale
Ha rappresentato le nazionali giovanili ucraine.

## Statistiche

### Presenze e reti nei club
Statistiche aggiornate al 30 settembre 2022.
| Stagione          | Squadra           | Campionato        | Campionato | Campionato | Coppe nazionali | Coppe nazionali | Coppe nazionali | Coppe continentali | Coppe continentali | Coppe continentali | Altre coppe | Altre coppe | Altre coppe | Totale | Totale |
| Stagione          | Squadra           | Comp              | Pres       | Reti       | Comp            | Pres            | Reti            | Comp               | Pres               | Reti               | Comp        | Pres        | Reti        | Pres   | Reti   |
| ----------------- | ----------------- | ----------------- | ---------- | ---------- | --------------- | --------------- | --------------- | ------------------ | ------------------ | ------------------ | ----------- | ----------- | ----------- | ------ | ------ |
| lug.-dic. 2014    | Sumy              | 1L                | 16         | 0          | CU              | 1               | 0               |                    | -                  | -                  |             | -           | -           | 17     | 0      |
| gen.-giu. 2015    | Illičivec'        | PL                | 3          | 0          | CU              | -               | -               |                    | -                  | -                  |             | -           | -           | 3      | 0      |
| 2015-2016         | Illičivec'        | 1L                | 25         | 2          | CU              | 0               | 0               |                    | -                  | -                  |             | -           | -           | 25     | 2      |
| Totale Illičivec' | Totale Illičivec' | Totale Illičivec' | 28         | 2          |                 | 0               | 0               |                    | -                  | -                  |             | -           | -           | 28     | 2      |
| lug.-dic. 2016    | Oleksandrija      | PL                | 3          | 0          | CU              | 0               | 0               | UEL                | 1                  | 0                  |             | -           | -           | 4      | 0      |
| gen.-giu. 2017    | Illičivec'        | 1L                | 1          | 0          | CU              | -               | -               |                    | -                  | -                  |             | -           | -           | 1      | 0      |
| lug.-set. 2017    | Jonava            | A                 | 4          | 0          | CL              | 0               | 0               |                    | -                  | -                  |             | -           | -           | 4      | 0      |
| 2017-feb. 2018    | Mykolaïv          | 1L                | 10         | 0          | CU              | -               | -               |                    | -                  | -                  |             | -           | -           | 10     | 0      |
| feb.-giu. 2018    | Poltava           | 1L                | 7+2        | 0          | CU              | -               | -               |                    | -                  | -                  |             | -           | -           | 9      | 0      |
| ago.-dic. 2018    | KPV               | Y                 | 5+1        | 0          | CF              | -               | -               |                    | -                  | -                  |             | -           | -           | 6      | 0      |
| feb.-giu. 2019    | Arsenal Kiev      | PL                | 14         | 0          | CU              | -               | -               |                    | -                  | -                  |             | -           | -           | 14     | 0      |
| 2019-2020         | Mynaj             | 1L                | 24         | 0          | CU              | 3               | 0               |                    | -                  | -                  |             | -           | -           | 27     | 0      |
| 2020-2021         | Metalist 1925     | 1L                | 29         | 1          | CU              | 1               | 0               |                    | -                  | -                  |             | -           | -           | 30     | 1      |
| 2021-2022         | Metalist 1925     | PL                | 3          | 0          | CU              | 0               | 0               |                    | -                  | -                  |             | -           | -           | 3      | 0      |
| 2022-2023         | Metalist 1925     | PL                | 3          | 0          |                 | -               | -               |                    | -                  | -                  |             | -           | -           | 3      | 0      |
| Totale carriera   | Totale carriera   | Totale carriera   | 150        | 3          |                 | 5               | 0               |                    | 1                  | 0                  |             | -           | -           | 156    | 3      |

## Palmarès

### Club

#### Competizioni nazionali
- Perša Liha: 2

Illičivec': 2016-2017
Mynaj: 2019-2020